# Nuevo Palo Blanco
Nuevo Palo Blanco är en ort i Mexiko.   Den ligger i kommunen Tonalá och delstaten Chiapas, i den sydöstra delen av landet, 700 km sydost om huvudstaden Mexico City. Nuevo Palo Blanco ligger 19 meter över havet och antalet invånare är 482.
Terrängen runt Nuevo Palo Blanco är platt åt sydväst, men åt nordost är den kuperad. Runt Nuevo Palo Blanco är det ganska glesbefolkat, med 50 invånare per kvadratkilometer. Närmaste större samhälle är Tonalá, 11,6 km norr om Nuevo Palo Blanco. Omgivningarna runt Nuevo Palo Blanco är en mosaik av jordbruksmark och naturlig växtlighet.